# Église de Jésus de Setúbal
Pour les articles homonymes, voir Église du Gesù (homonymie).
L’église de Jésus (ou église du monastère de Jésus) est un édifice religieux anciennement attaché à un monastère de clarisses, sis à Setúbal au Portugal. Datant de la fin du XVe siècle, l’église est un des premiers édifices de style manuélin (la version portugaise du gothique tardif) érigé par l’architecte français Boytac au Portugal. L'église est aujourd'hui paroissiale et le cloître y attenant abrite le Musée du monastère (le Musée de Jésus).

## Histoire
Le monastère de Jésus, un couvent pour des religieuses de l’Ordre des Clarisses, est fondé vers 1490 hors de l’enceinte de la ville de Setúbal par Justa Rodrigues Pereira, une femme appartenant à la cour du Portugal. À partir de 1491, le roi Jean II s’intéresse au projet et finance la construction du monastère, y employant Diogo de Boitaca, un architecte d’origine française (connu également sous le nom de Boytac).
À la mort de Jean II (1495), son successeur Manuel I continue la construction du monastère. L’édification de l’église elle-même se fait de 1490 à 1495. En 1496, les religieuses clarisses habitent déjà leur nouveau couvent. D’abord construite en pierre, la voûte de la nef est refaite en bois en 1610 sur ordre de Manuel Ier. Certains auteurs pensent que toute l’abside a été reconstruite à cette occasion. La fondatrice Justa Rodrigues Pereira et sa famille sont enterrées dans la crypte de l'église, située sous la chapelle principale.
Durant la première moitié du XVIe siècle, George de Lancastre, fils bâtard de Jean II et maître de l'ordre de Saint-Jacques fait don au monastère d’un grand espace devant la façade sud de l’église du monastère: il y fait ériger une élégante croix (en l’honneur de celui qui protège le monastère) et la place s’appelle 'square de Jésus'. Au XIXe siècle, la croix est déplacée pour être dressée au centre de la place.
Église et couvent sont gravement endommagés par le tremblement de terre de 1755. Des secousses sismiques ultérieures, en 1858, 1909 et 1969, leur infligent des dommages mineurs.

## Description

### Extérieur

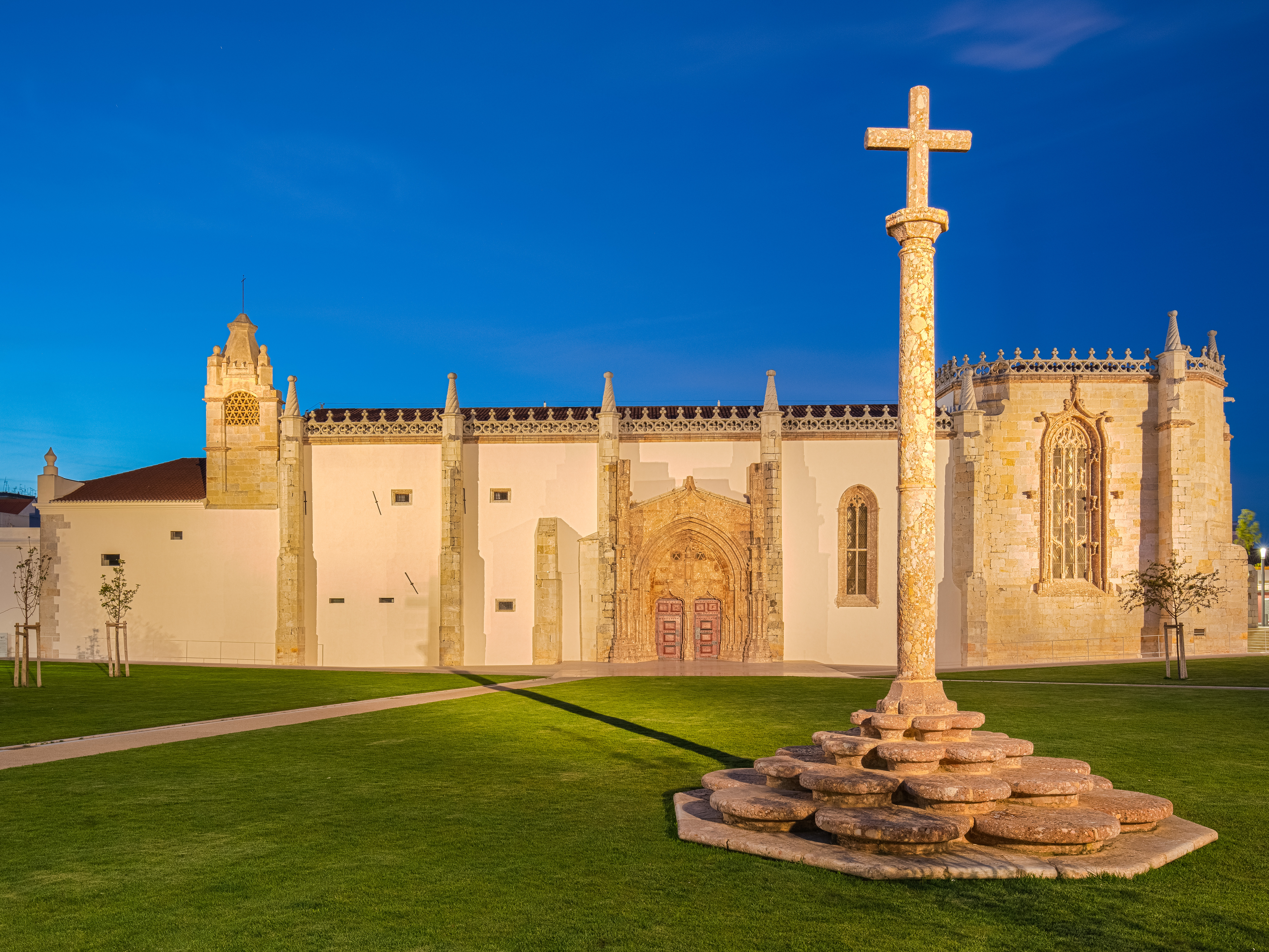
La croix à l'extérieur de l'église. Elle date du XVIe siècle.

L’église de Jésus, édifiée entre 1490 et 1510, est un monument important de l'architecture portugaise car elle est le premier édifice construit dans le style que l’on appellera plus tard le 'style manuélin’. Le côté méridional de l’église, donnant sur la place de Jésus est la façade principale du bâtiment comme en fait foi son portail flamboyant. Vue de la place, l'église combine deux volumes distincts : une nef rectangulaire et une abside polygonale, plus élevée que la nef, située à l'extrémité-est du bâtiment. Un modeste clocher, dépassant à peine la nef, se dresse du côté ouest de la façade.
Les murs et la voûte de l’église sont soutenus par une série de contreforts étagés le long des murs extérieurs de la nef et l'abside. Chaque contrefort est décoré d’une gargouille et surmonté d’un léger pinacle en torsade, tandis que les murs de l'église sont bordés de créneaux décoratifs. Le portail principal de l’église, s’ouvre au milieu de la façade sud semble inachevé. Le côté sud de l'abside est percé d’une grande fenêtre à meneaux, avec entrelacs de style gothique tardif.

### Intérieur
- L’église, bien que faite d’une nef centrale flanquée de nefs latérales de même hauteur, est d’apparence étroite. L’espace intérieur y est unifié suivant le modèle qu’il est convenu d’appeler église-halle, une caractéristique qui se retrouvera dans d’autres espaces manuélin tel en particulier l’église du monastère des Hiéronymites de Lisbonne.
- Le sanctuaire est de forme carrée. Certaines nervures de sa voûte de style gothique ont la forme de cordes tordues, préfigurant une fois de plus un motif décoratif très répandu dans l’architecture manuéline au Portugal. Autel et chaire de vérité datent du XVIIIe siècle.

- Les parois intérieures de l’édifice sont recouvertes sur toute leur longueur d’azulejos du XVIIe siècle. Sur les parois des nefs latérales les céramiques bleus et blanches illustrent des scènes de la vie de la Vierge Marie. Dans l’abside leurs dessins sont de simples figures géométriques.

- Le roi Manuel Ier (vers 1520) avait doté l'église d’un retable composé de 14 panneaux dont l’artiste - resté inconnu - est communément appelé maître du retable de Setubal. Ce retable d’autel, un des plus beaux du Portugal fut retiré du sanctuaire de l’église. Au XVIIIe siècle, il fut transféré au musée voisin où on peut le voir.

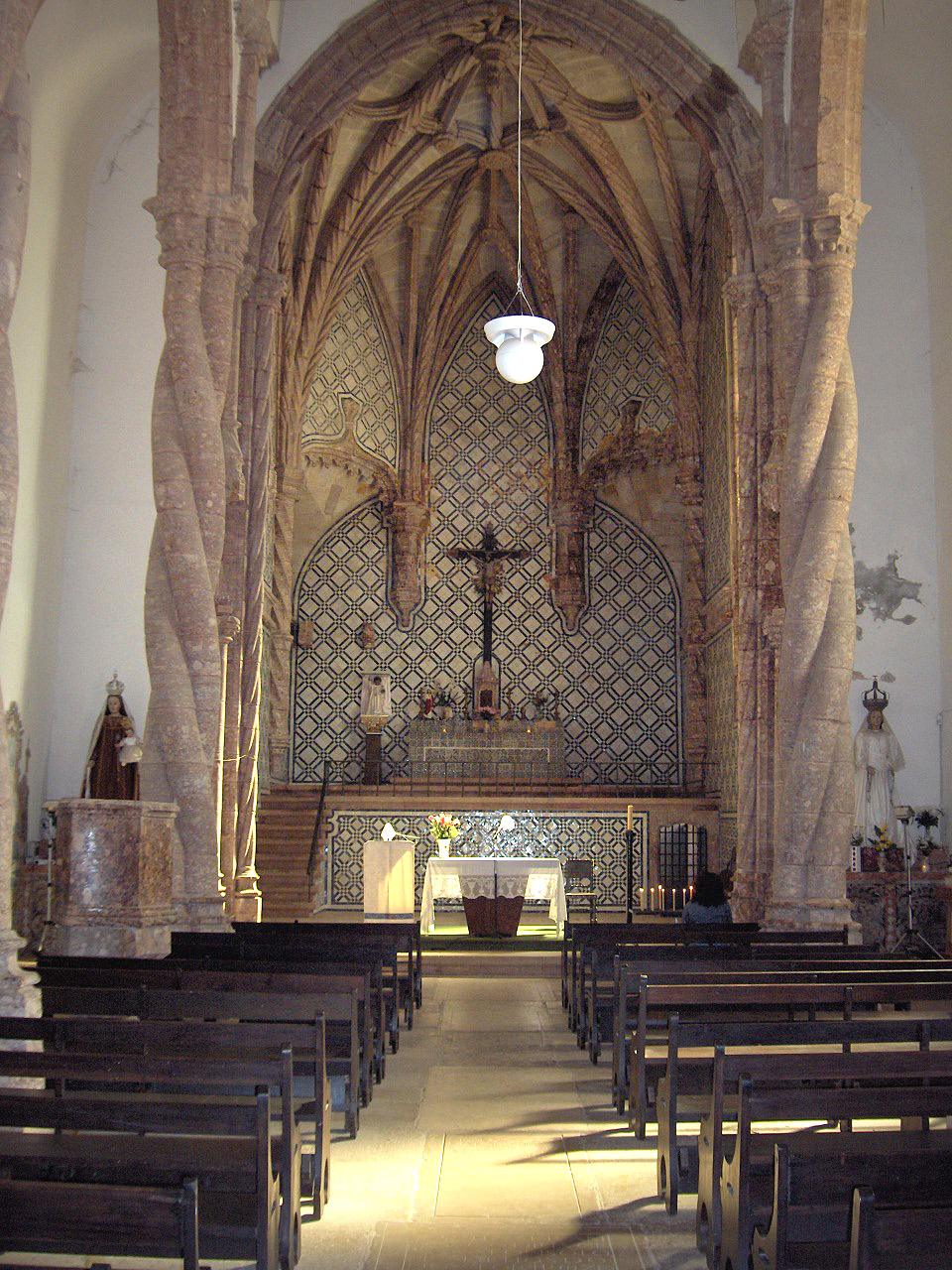
Vue du sanctuaire
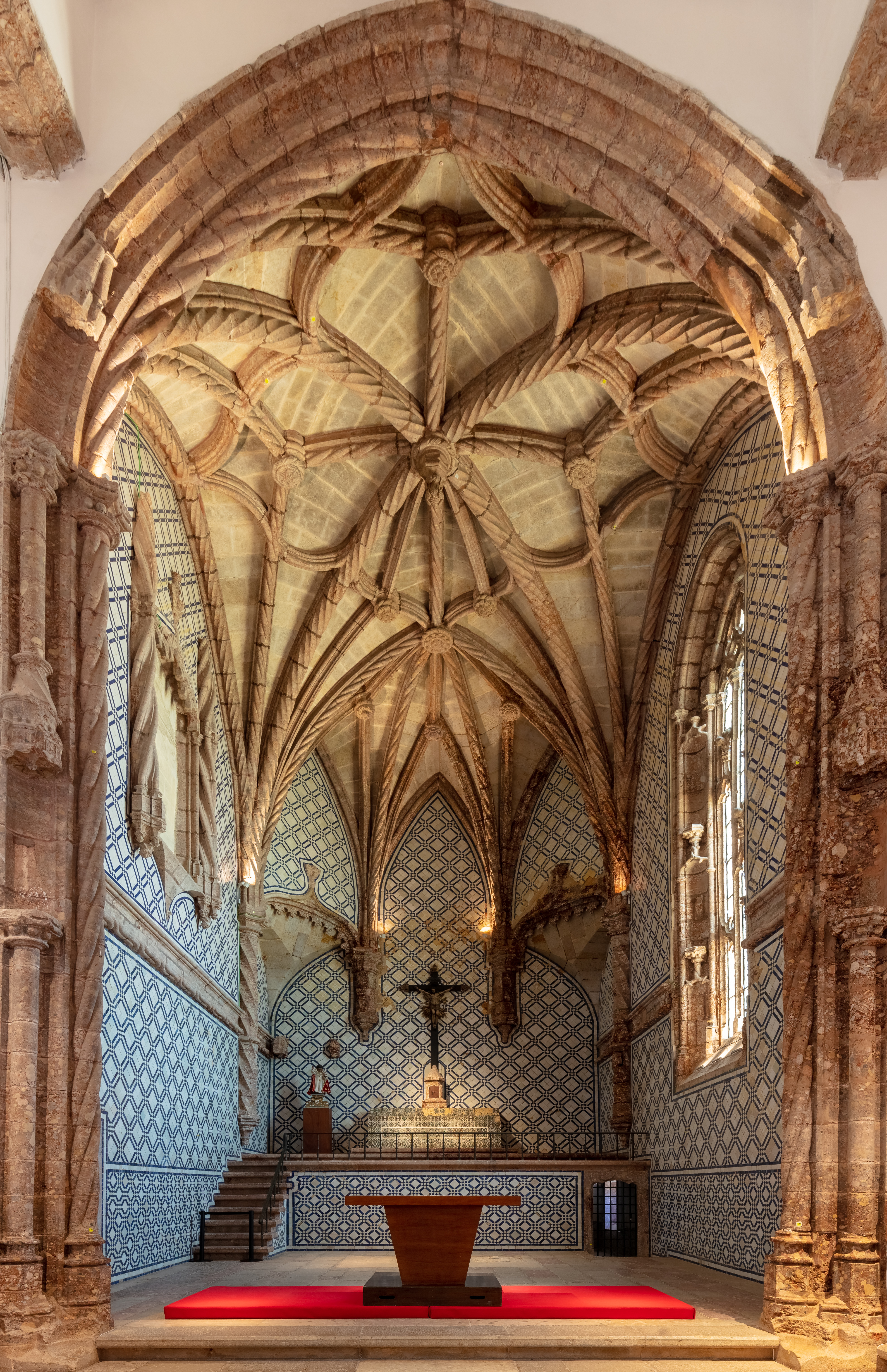
Vue rapprochée du sanctuaire de l'église de Jésus de Setúbal. Septembre 2021.
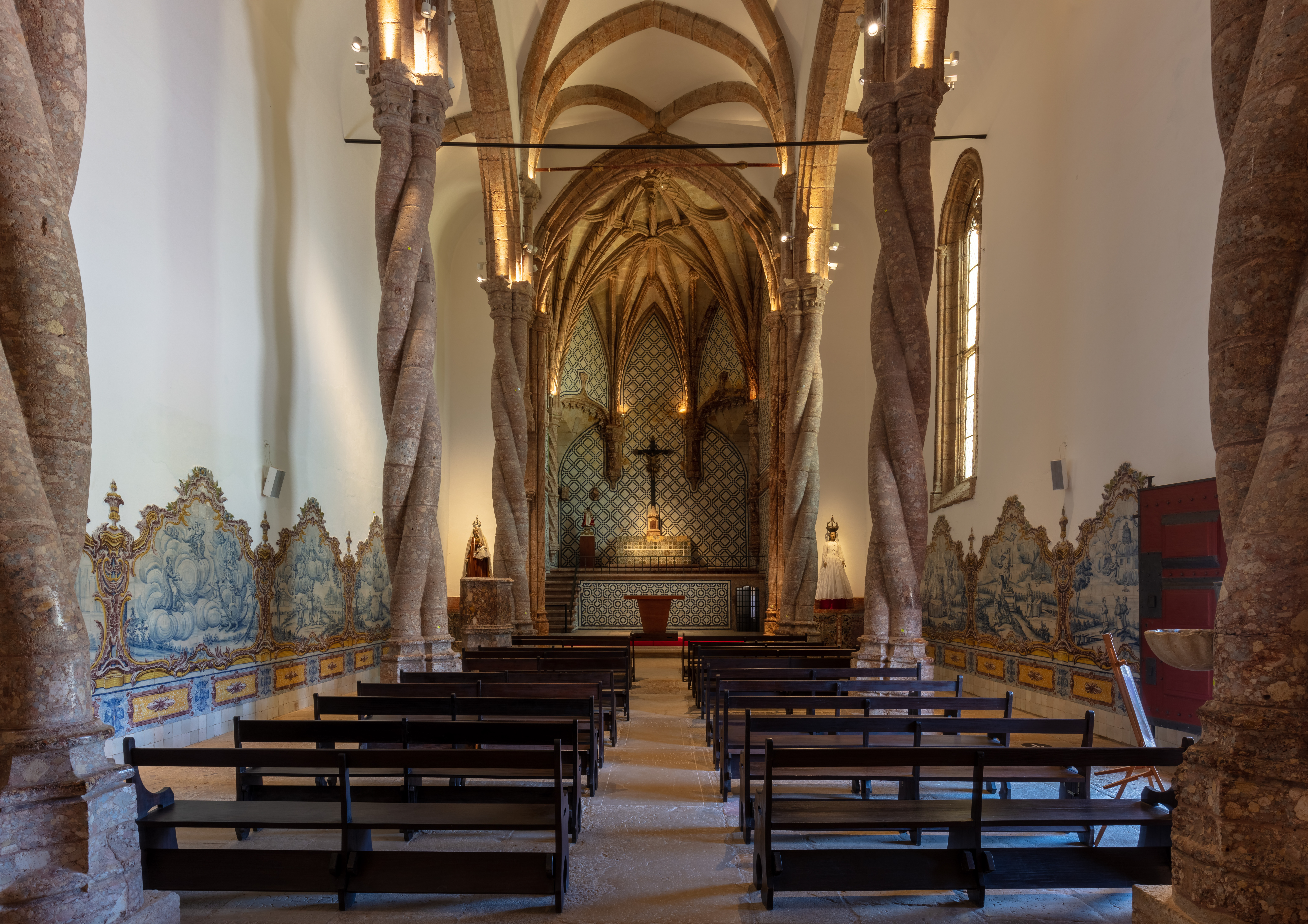
La salle de l'église du monastère. Septembre 2021.

## Le musée
Le cloître du couvent des clarisses, au nord de l’église, a été transformé en musée d’art ancien. Il abrite une importante collection d’œuvres d’art attribuées à des peintres primitifs, flamands et portugais des XVe et XVIe siècles, et notamment L'Apparition de l'Ange à sainte Claire, sainte Agnès d'Assise et sainte Colette de Corbie de Quentin Metsys.
Le reste des collections rassemble des découvertes archéologiques locales, des pièces de monnaie et documents et livres anciens.
Une autre partie du musée est consacrée à Manuel Maria Barbosa du Bocage, un poète du XVIIIe siècle qui est enfant de Setúbal.